# امبالاکیدا
امبالاکیدا (به لاتین: Ambalakida) یک سکونتگاه مسکونی در ماداگاسکار است که در بوئنی واقع شده‌است.

## خصوصیات
امبالاکیدا ۵٬۰۰۰ نفر جمعیت دارد و ۷۰ متر بالاتر از سطح دریا واقع شده‌است.